# Strada europea E001
La strada europea E001 è una strada europea che collega Tbilisi a Vanadzor. Come si evince dalla numerazione, si tratta di una strada di classe B posta a est della E101.

## Percorso
La E001 è definita con i seguenti capisaldi di itinerario: "Tbilisi - Bagratashen - Vanadzor".